# Mermaid Avenue Vol. II
Mermaid Avenue Vol. II è il secondo album in studio collaborativo del musicista britannico Billy Bragg assieme al gruppo musicale statunitense Wilco pubblicato il 30 maggio 2000 dalla Elektra.
Il disco fa seguito a Mermaid Avenue (1998), primo album della serie, e contiene brani inediti scritti dal cantante folk statunitense Woody Guthrie.

## Accoglienza
| Recensione    | Giudizio |
| ------------- | -------- |
| AllMusic      |          |
| Pitchfork     | 6,3/10   |
| Rolling Stone |          |

Mermaid Avenue Vol. II ha ottenuto il plauso da parte dei critici musicali. Su Metacritic, sito che assegna un punteggio normalizzato su 100 in base a critiche selezionate, l'album ha ottenuto un punteggio medio di 82 basato su dodici recensioni.

## Tracce
Testi e musiche di Woody Guthrie e Billy Bragg, eccetto dove indicato.
1. Airline to Heaven – 4:50 (Woody Guthrie, Jay Bennett, Jeff Tweedy)
2. My Flying Saucer – 1:45
3. Feed of Man – 4:08 (Woody Guthrie, Jeff Tweedy)
4. Hot Rod Hotel – 3:17
5. I Was Born – 1:50
6. Secret of the Sea – 2:42 (Woody Guthrie, Jay Bennett, Jeff Tweedy)
7. Stetson Kennedy – 2:39
8. Remember the Mountain Bed – 6:26 (Woody Guthrie, Jay Bennett, Jeff Tweedy)
9. Blood of the Lamb – 4:16 (Woody Guthrie, Jay Bennett, Jeff Tweedy)
10. Against th' Law – 3:03
11. All You Fascists – 2:43
12. Joe DiMaggio Done It Again – 2:31
13. Meanest Man – 3:46
14. Black Wind Blowing – 3:00
15. Someday Some Morning Sometime – 2:53 (Woody Guthrie, Jeff Tweedy)

## Formazione
- Billy Bragg – chitarra, voce
- Jeff Tweedy – chitarre, voce, mellotron, mandolino, wurlitzer
- Jay Bennett – chitarre, cori, organo, piano, percussioni, basso, batteria, banjo, armonica, altri strumenti
- Ken Coomer – batteria, percussioni, cori
- John Stirratt – basso, cori

## Classifiche
| Classifica (2000) | Posizione massima |
| ----------------- | ----------------- |
| Australia         | 45                |
| Regno Unito       | 61                |
| Stati Uniti       | 88                |